# G! Festival

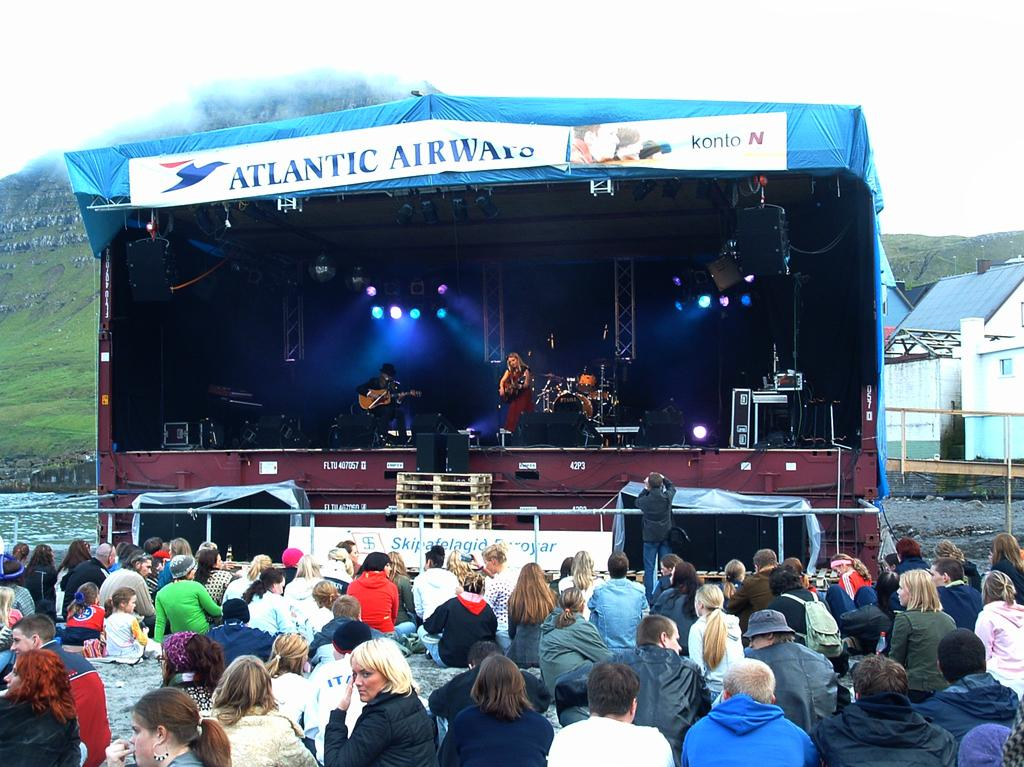
Eivør Pálsdóttir und Bill Bourne auf dem G! Festival 2004.

Das jährlich stattfindende G! Festival am Strand von Syðrugøta, Färöer ist neben dem Summarfestivalur das größte Open-Air-Musikfestival des Landes. Der Name G! leitet sich nicht von der Kommune Gøta ab, sondern von einem SMS-Code, der unter den Mitgliedern der früheren Band üblich war.
Initiator ist der ehemalige Clickhaze-Musiker Jón Tyril, der heute als Musikdirektor und Pressesprecher des Festivals fungiert.
Das Festival fand 2002 das erste Mal statt und war das erste Open-Air-Festival auf den Färöern. Es galt mit 1.000 Besuchern seinerzeit als das gelungenste Musikevent in der Geschichte der Färöer. 2005 waren es 6.000 Besucher und 2007 zwischen 7.000 und 8.000 (die Färöer haben 48.000 Einwohner). Da Syðrugøta in einer geschützten Bucht mit Sandstrand liegt, kommen auch viele Besucher mit ihren Booten.
Das G! Festival erhielt 2005 in Person von Jón Tyril den Mentanarvirðisløn M. A. Jacobsens (nationaler Kulturpreis).
Das Festival 2006 fand vom 20. Juli bis 22. Juli statt. Bekannte internationale Gäste werden unter anderem Kaizers Orchestra (NO), Mugison (IS), Outlandish (DK) und Beth Hart (USA) sein. Färöische Stars sind u. a. Eivør Pálsdóttir, Teitur Lassen, Høgni Lisberg, 200, Makrel und Annika Hoydal.
Hauptnamen 2007 waren Künstler wie Natasha Bedingfield (UK), Serena Maneesh (NO), The Dixie Hummingbirds (US), Nephew (DK), Hatesphere (DK), Polkaholix (DE), Eivør Pálsdóttir (FO), Teitur Lassen (FO), Boys in a Band (FO), Sic (FO), Budam (FO)

## Bisherige Gäste
International u. a.: Europe (SE), Bomfunk MC’s (FI), Nephew (DK), Lisa Ekdahl (SE), Kashmir (DK), Russ Taff (US), Glenn Kaiser (US), Darude (FI), Blue Foundation (DK), Afenginn (DK), Beats and Styles (FI), Exploding Plastix (NO), Gåte (NO), Hjálmar (IS), Vagínas (IS), Úlpa (IS), Ensimi (IS), Temple of Sound (UK), DJ Hyper (UK), DJ Slow (FI), Færd (DK/SE), Daði Freyr (IS), José González (SE), Pom Poko (NO), Carlene Carter (USA).
National u. a.: Teitur Lassen, Eivør Pálsdóttir, Tveyhundrað, Týr, Clickhaze, Høgni Lisberg, Braquet, Gestir, GoGo Blues, Holgar og Villmenn, Kári Sverrisson, Makrel, Lama Sea, Páll Finnur Páll, Martin Joensen, Sic, Spælimenninir, Stanley Samuelsen, Vágaverk, Marius Ziska